# Алвин и веверице (ТВ серија из 2015)
Алвин и веверице (енгл. Alvin and the Chipmunks; стилизовано ALVINNN!!! and the Chipmunks) је америчко-француска анимирана серија намењена деци која је први пут пуштена на Никелодиону 2015. године. Ова серија је наставак многобројних филмова о овим немирним веверицама, а такође је било и старији цртаних филмова о њима. Три немирне веверице: Алвин, Сајмон и Теодор стално упадају у невоље у школи и то углавном због Алвина.
У Србији, Црној Гори, Републици Српској и Македонији серија је премијерно приказана 29. фебруара 2016. године на каналу Никелодион, синхронизована на српски језик. Синхронизацију је радио студио Голд диги нет. Уводна шпица није синхронизована. Српска синхронизација нема ДВД издања. У српској синхронизацији главне улоге су тумачили Милан Антонић, Милош Ђуричић, Милан Тубић, Снежана Јеремић Нешковић, Ана Симић Кораћ и Лако Николић.

## Радња
Главни јунак овог серијала је немирна веверица Алвин, који стално упада у неке невоље. Иако је мали доста деце из школе га доживљавају као кул лика, а наставници га доживљавају супротно ка дете које ништа не слуша. У своје несташлуке често упетља своју браћу: Сајмона и Теодора. Сајмон је најпаметније дете у школи, а Теодор је најмлађи брат кога је лако убедити у нешто што није истина. Такође постоје и три женске веверице: Женет, Елеонор и Британи које се често такмиче против Алвина, Сајмона и Теодора и обично оне победе. Женске веверице живе у кућици на дрвету, а Алвин, Сајмон и Теодор у кући њиховог усвојеног оца Дејва Севила који је за разлику од њих човек.

## Епизоде
| Сезона | Сезона | Епизоде | Епизоде | Оригинално емитовање | Оригинално емитовање |
| Сезона | Сезона | Епизоде | Епизоде | Премијера            | Финале               |
| ------ | ------ | ------- | ------- | -------------------- | -------------------- |
|        | 1.     | 26      | 26      | 3. август 2015.      | 8. март 2016.        |
|        | 2.     | 26      | 26      | 9. март 2016.        | 3. јун 2017.         |
|        | 3.     | 26      | 26      | 10. јун 2017.        | 19. јун 2019.        |
|        | 4.     | 26      | 26      | 20. јун 2019.        | 22. фебруар 2021.    |
|        | 5.     | 26      | 26      | 23. фебруар 2021.    | н. п.                |

## Улоге
| Лик            | Српски глас                                    |
| -------------- | ---------------------------------------------- |
| Алвин Севил    | Милан Антонић                                  |
| Сајмон Севил   | Милош Ђуричић                                  |
| Теодор Севил   | Милан Тубић                                    |
| Британи Милер  | Снежана Јеремић Нешковић                       |
| Женет Милер    | Ана Симић Кораћ                                |
| Елеонор Милер  | Снежана Јеремић Нешковић                       |
| Дејв Севил     | Лако Николић                                   |
| Беарнез Смит   | Марија Видаковић                               |
| Госпођа Кронер | Сања Поповић                                   |
| Госпођа Милер  | Валентина Павличић                             |
| Кевин          | Томислав Божовић                               |
| Сириша         | Иван Павличић                                  |
| Амбер          | Марина Алексић Маријана Живановић Сања Поповић |
| Бокартер       | Огњен Мићовић Никола Тодоровић                 |
| Дерек Смолс    | Милош Дашић                                    |
| Џули           | Сања Поповић                                   |